# Dubbel Flip
Dubbel Flip is een oud Belgisch perenras. "Dubbel Flippen" is vooral in Vlaanderen reeds eeuwenlang de volkse naam, maar ook in het Frans wordt de naam "Double Philippe" gebruikt. Synoniemen zijn onder meer Beurré de Mérode, Doyenné de Mérode, Doyenné Boussoch, Nouvelle Boussoch of gewoon Flippen.

## Achtergrond
Omstreeks 1819 werd het ras geïntroduceerd onder impuls van Jean-Baptiste van Mons. Hij gaf het de naam "Beurré de Mérode" of "Doyenné de Mérode", maar vermoedelijk bestond het reeds veel langer. Het zou vooral in de provincie Antwerpen voorgekomen zijn en daar de naam "Dubbele Flip" dragen. In die tijd kwam het regelmatig voor dat vruchten een volkse naam hadden en een adellijke naam. De naam "Beurré de Mérode" verwees naar het Huis Merode.
De term "Flip", "Filip" of "Philippe" zou wel meer gebruikt zijn om een bepaald type peren te omschrijven. In Henegouwen zou dit type "Seigneur" genoemd zijn en in Frankrijk "Doyenné". Ook van Mons wist dit en verwees hiernaar in zijn werk. Hij zou evenwel de verschillende termen meer willekeurig gebruikt hebben.
Het ras werd tijdens het interbellum erg populair omwille van de groeikracht en grote opbrengst en werd dan ook op grote schaal aangeplant. De laatste decennia wordt het nog weinig gecommercialiseerd en is het eerder zeldzaam geworden.

## Kenmerken
Dubbel Flippen waren oorspronkelijk hoogstamperen. De bomen groeien snel en kunnen oud worden. De takken beginnen af te hangen op hogere leeftijd. De opbrengst van de bomen kan zeer hoog zijn, maar ze zijn beurtjaargevoelig. De peren zijn gevoelig voor schurft en voor druk.
Dubbel Flippen zijn vrij kleine, dikke, tolvormige peren. De schil is dun en groen, maar wordt geel met bruingrijze stippen als de peer rijp is. Het vruchtvlees is sappig, grof en zoet. De peren worden geoogst van eind augustus tot september. Ze kunnen niet lang bewaard worden. Daarom werden ze vroeger veel gebruikt voor de stroopindustrie.